# پیتر اسلوده
پیتر اسلوده (دانمارکی: Peter Schlütter; ۲۵ نوامبر ۱۸۹۳ – ۶ آوریل ۱۹۵۹) قایقران قایق بادبانی اهل دانمارک بود.